# Göta livgardes församling
Göta livgardes församling var en icke-territoriell församling i Uppsala stift i nuvarande Stockholms kommun. Församlingen upplöstes 30 april 1927. Församlingen var en militärförsamling för de anställda vid Göta livgarde.

## Administrativ historik
Församlingen bildades 1808 när regementet bildades genom sammanslagning av Finska gardesregementet och Svenska gardesregementet. Dessa namn var 1808-1809 af Palénska regementet, 1809-1818 Andra gardesregementet, 1818-1894 (Konungens) Andra livgarde(t) för att 1894 få namnet Göta livgarde.
Församlingen upplöstes 30 april 1927.